# Lantanio
Il lantanio è l'elemento chimico di numero atomico 57 e il suo simbolo è La.

## Caratteristiche
Il lantanio è un elemento leggero, metallico, di colore bianco-argento, malleabile e duttile: è anche molto tenero, tanto che si può tagliare con un coltello. In reazione con l'acqua rilascia idrogeno gassoso. Ignifugo. Reagisce con gli ossidanti.
Appartiene al gruppo 3 della tavola periodica e spesso viene considerato uno dei lantanoidi. Si trova in alcuni minerali di terre rare, di solito in combinazione con il cerio e altri lantanoidi. È uno dei più reattivi metalli delle terre rare: reagisce direttamente con carbonio, azoto, boro, selenio, silicio, fosforo, zolfo e con gli alogeni. Si ossida rapidamente se esposto all'aria o all'acqua calda, mentre in acqua fredda il processo è molto rallentato.

## Applicazioni
Usi del lantanio:
- Illuminazione a carboni, soprattutto nell'industria cinematografica per l'illuminazione di teatri di posa e proiezione di pellicole.
- L'ossido di lantanio (La2O3) migliora la resistenza del vetro all'attacco degli alcali ed è usato nella manifattura di speciali vetri ottici, come:
  - Vetro che assorbe la radiazione infrarossa.
  - Lenti per occhiali, fotocamere e telescopi, per via dell'alto indice rifrattivo e della bassa dispersione dei vetri alle terre rare.
- Piccole quantità di lantanio aggiunte all'acciaio ne migliorano la malleabilità, la duttilità e la resilienza.
- Piccole quantità di lantanio aggiunte al ferro aiutano a produrre perlite.
- Piccole quantità di lantanio aggiunte al molibdeno diminuiscono la durezza e la fragilità di questo metallo e la sua sensibilità agli sbalzi di temperatura.
- Il mischmetal, una lega piroforica usata per esempio nelle pietre per accendini, contiene dal 25% al 45% di lantanio.
- L'ossido e l'esaboruro sono usati nelle valvole in elettronica, in particolare l'esaboruro per la sua intensa emissione di elettroni al calore.
- La produzione di leghe che fungono da "spugne di idrogeno"; sono leghe capaci di adsorbire reversibilmente fino a 400 volte il loro volume di idrogeno gassoso (ad esempio LaNi5 e derivati)
- Catalizzatori per il cracking del petrolio.
- mantelli per lanterne a gas.
- Composti per la lucidatura di vetri e marmi.
- Datazione (lantanio-bario) di rocce e minerali.
- Il nitrato di lantanio trova uso in vetri speciali, catalizzatori e trattamento delle acque.
- Il lantanio è presente in misura dell'1,5% (giallo) e 2,0% (blu) in alcuni tipi di elettrodo al tungsteno per la saldatura TIG. Il lantanio in sostituzione del torio (elettrodi "toriati") riduce i rischi presenti nelle operazioni di saldatura legati all'emissione di radiazioni ionizzanti e nelle operazioni di affilatura degli elettrodi poiché il lantanio è meno pesante del torio.

## Storia
L'elemento chimico lantanio è stato scoperto dallo svedese Carl Gustav Mosander nel 1839, quando decompose parzialmente un campione di nitrato di cerio riscaldandolo e trattando il sale risultante con acido nitrico diluito. Dalla soluzione risultante isolò una nuova terra rara che battezzò lantana. Il lantanio fu isolato in forma relativamente pura nel 1923. L'origine del nome viene dal greco λανθάνειν, lanthànein, il cui significato è "tenersi nascosto", "nascondersi".

## Ruolo biologico
Analogamente ad altri lantanoidi di inizio serie quali cerio, praseodimio e neodimio, il lantanio ha un ruolo biologico essenziale nell'ambito del metabolismo di alcuni batteri. Non ha alcun ruolo noto nella biochimica degli eucarioti e quindi anche dell'uomo.

Questo elemento non viene assorbito dal sistema digerente e se iniettato nel sangue la sua eliminazione è molto lenta. In medicina viene molto usato il carbonato di lantanio ed il cloruro di sodio per la sua praticità (Foznol) nell'assorbire il fosfato nei casi di iperfosfatemia in pazienti con insufficienza renale all'ultimo stadio. Il cloruro di lantanio (LaCl3), come i cloruri di altre terre rare, ha proprietà anticoagulanti.

## Disponibilità
La monazite (Ce, La, Th, Nd, Y)PO4, e la bastnasite (Ce, La, Y)CO3F, sono i principali minerali da cui si ricava il lantanio: vi si trova dal 25% al 38% di lantanio rispettivamente.

## Isotopi
Il lantanio in natura è composto principalmente (99,91%) di un isotopo stabile, il 139La e, per il restante 0,09%, da uno debolmente radioattivo, il 138La, avente emivita di 1,021×1011anni. Questo nuclide decade, per il 65,5% degli eventi di decadimento, con emissione di positrone (726,4 keV) e cattura elettronica (β+, ε; 1748,4 keV) per dare il 138Ba (isotopo stabile del bario) e, per il restante 34,5% dei casi, decade con emissione di elettrone (β-; 1052,5 keV) per dare il 138Ce, un isotopo del cerio a sua volta soggetto a doppio decadimento β+ per dare il 138Ba, stabile.
Sono stati creati altri 38 radioisotopi, con numeri di massa che vanno da 117 (117La) a 155 (155La). Di questi, il più stabile è il 137La, che decade solo per cattura elettronica (620,6 keV) a dare il 137Ba (stabile), con emivita di 60 250 anni. Il 140La decade β- (3762,2 keV) a dare 140Ce (stabile) con emivita di 1,679 giorni. Tutti gli altri isotopi sono radioattivi, con emivite di meno di 24 ore, e anzi la maggioranza di questi hanno emivite di meno di un minuto. Di questo elemento sono noti anche tre stati metastabili.

## Idruri di lantanio
Ricercatori del Max Planck Institute di Magonza hanno sviluppato sette idruri di lantanio (LaH10+δ, LaH3, LaH~4, LaH4+δ, La4H23, LaH6+δ e LaH9+δ) a partire da una miscela di lantanio e paraffina (miscela di idrocarburi saturi, ricca di idrogeno) che è stata portata a una pressione tra 96 e 170 gigapascal e a una temperatura di 2.200°C. Il materiale così ottenuto presentava una superconduttività a una temperatura di transizione di appena -23°C.

## Precauzioni
Il lantanio ha una tossicità che va da bassa a moderata e dovrebbe essere maneggiato con cura. Negli animali, l'iniezione di soluzioni di lantanio provoca un aumento della glicemia, un abbassamento della pressione sanguigna, degenerazione della milza e alterazioni epatiche.